# Szonów (gromada)
Szonów (do 30 XII 1959 Klisino) – dawna gromada, czyli najmniejsza jednostka podziału terytorialnego Polskiej Rzeczypospolitej Ludowej w latach 1954–1972.
Gromady, z gromadzkimi radami narodowymi (GRN) jako organami władzy najniższego stopnia na wsi, funkcjonowały od reformy reorganizującej administrację wiejską przeprowadzonej jesienią 1954 do momentu ich zniesienia z dniem 1 stycznia 1973, tym samym wypierając organizację gminną w latach 1954–1972.
Gromadę Szonów z siedzibą GRN w Szonowie utworzono 31 grudnia 1959 w powiecie głubczyckim w woj. opolskim, przenosząc siedzibę GRN gromady Klisino z Klisina do Szonowa i zmieniając nazwę jednostki na gromada Szonów. Dla gromady ustalono 27 członków gromadzkiej rady narodowej.
Gromada przetrwała do końca 1972 roku, czyli do kolejnej reformy gminnej.